# URSL Visé
URSL Visé was een Belgische voetbalclub uit Visé (nl. Wezet). De club was bij de voetbalbond aangesloten met stamnummer 1352. In 2024 ging de club failliet.

## Geschiedenis
De club is op 22 oktober 1927 ontstaan toen twee niet aan de bond gelieerde teams (Bleus clairs en Bleus foncés) 'fuseerden' en onder de naam Union Sainte-Brigitte Football Club verder gingen. Op 21 november 1928 sloot de club zich aan bij de voetbalbond. De club kreeg stamnummer 1352.
Op 6 augustus 1929 werd de naam gewijzigd in Union Sportive Lixhe. Op 17 mei 1945 werd de naam wederom gewijzigd: men ging verder onder de naam Sporting Union Lixhe-Lanaye. Op 5 november 1953 kreeg de club de koninklijke status en werd de naam op 26 november 1953 gewijzigd in Union Royal Sports Lixhe-Lanaye.
De club speelde lange tijd anoniem in het provinciaal voetbal Luik. Tot het seizoen 2013-2014. De club promoveerde in vier opeenvolgende jaren (3x kampioen en 1x via play-offs) naar de Derde Klasse Amateur. 
Na het faillissement van CS Visé in 2015 verhuisde de club naar het stadion in Wezet. Om deze verhuizing meer kracht te geven werd op 1 juli 2016 de naam gewijzigd in Union Royale Sportive Lixhe Visé. In 2017 promoveerde de club uit de provinciale reeksen naar de derde amateurklasse en werd daar vicekampioen achter FC Tilleur en promoveerde zo meteen door naar de tweede amateurklasse. Het jaar erop kwam men opnieuw in de play-offs terecht voor promotie en men kon daarin afrekenen met KSV Oudenaarde en KSK Ronse, waardoor men voor de zesde keer op rij promoveerde. Hiermee zou het in het seizoen 2019/20 voor het eerst uitkomen in de hoogste amateurklasse.
In het voorjaar van 2021 kreeg URSL Visé aanvankelijk naast zijn proflicentie ook zijn licentie voor Eerste nationale niet. Drie weken later kreeg Visé dan toch beide licenties toegekend. In 2024 moest de club door financiële problemen haar activiteiten stopzetten.

## Resultaten
| Seizoen                              | Klasse | Klasse | Klasse | Klasse | Klasse | Klasse | Klasse | Klasse | Klasse | Reeks                                                    | Punten                                                   | Opmerkingen                                              |
|                                      | I      | I      | II     | III    | IV     | P.I    | P.II   | P.III  | P.IV   |                                                          |                                                          |                                                          |
| ------------------------------------ | ------ | ------ | ------ | ------ | ------ | ------ | ------ | ------ | ------ | -------------------------------------------------------- | -------------------------------------------------------- | -------------------------------------------------------- |
| 2010/11                              |        |        |        |        |        |        |        |        | 4      | Vierde prov. Luik B                                      | 47                                                       |                                                          |
| 2011/12                              |        |        |        |        |        |        |        |        | 6      | Vierde prov. Luik B                                      | 40                                                       |                                                          |
| 2012/13                              |        |        |        |        |        |        |        |        | 4      | Vierde prov. Luik B                                      | 41                                                       |                                                          |
| 2013/14                              |        |        |        |        |        |        |        |        | 1      | Vierde prov. Luik B                                      | 65                                                       |                                                          |
| 2014/15                              |        |        |        |        |        |        |        | 1      |        | Derde prov. Luik C                                       | 78                                                       |                                                          |
| 2015/16                              |        |        |        |        |        |        | 1      |        |        | Tweede prov. Luik B                                      | 72                                                       |                                                          |
|                                      | 1A     | 1B     | 1Am    | 2Am    | 3Am    | P.I    | P.II   | P.III  | P.IV   | Vanaf 2016-17 zijn er 3 nationale en 2 regionale niveaus | Vanaf 2016-17 zijn er 3 nationale en 2 regionale niveaus | Vanaf 2016-17 zijn er 3 nationale en 2 regionale niveaus |
| Als Union Royale Sportive Lixhe Visé |        |        |        |        |        |        |        |        |        |                                                          |                                                          |                                                          |
| 2016/17                              |        |        |        |        |        | 2      |        |        |        | Eerste prov. Luik                                        | 63                                                       | Promotie via eindronde                                   |
| 2017/18                              |        |        |        |        | 2      |        |        |        |        | Derde klasse Am.                                         | 64                                                       | Promotie via eindronde                                   |
| 2018/19                              |        |        |        | 2      |        |        |        |        |        | Tweede klasse Am.                                        | 61                                                       | Promotie via eindronde                                   |
| 2019/20                              |        |        | 11     |        |        |        |        |        |        | Eerste klasse Am.                                        | 30                                                       | Competitie vroegtijd stopgezet door coronapandemie       |
| 2020/21                              |        |        | 8      |        |        |        |        |        |        | Eerste nationale                                         | 3                                                        | Competitie geschrapt door coronapandemie                 |
| 2021/22                              |        |        | 8      |        |        |        |        |        |        | Eerste nationale                                         | 39                                                       |                                                          |
| 2022/23                              |        |        | 9      |        |        |        |        |        |        | Eerste nationale                                         | 56                                                       |                                                          |
| 2023/24                              |        |        | 17     |        |        |        |        |        |        | Eerste nationale                                         | 29                                                       | Laatste seizoen. Failliet.                               |

## Bekende ex-spelers

### URSL Visé
- Jonathan Benteke
- Ayoub El Harrak
- Moussa Gueye
- Jonathan Legear
- Leo Njengo
- Martin Remacle
- Baptiste Schmisser
- Matisse Thuys
- Luigi Vaccaro
- Olivier Vinamont